# Universidade Central do Chile
A Universidade Central do Chile é a primeira universidade privada autónoma no Chile. Fundada em 1982 na cidade de Santiago do Chile. Em 1993 chegou a plena autonomia. Credenciada pela Comissão Nacional de Acreditação para quatro anos, entre 2008 e 2012.
A Universidade Central do Chile é a 34ª melhor universidade do país, dentre as 132 instituições analisadas pelo ranking do Conselho Superior de Investigações Científicas de julho de 2022.

## Faculdades
- Faculdade de Arquitectura.

Arquitectura - Arquitectura Paisagista.
- Faculdade de Ciências Sociais.

Psicologia - Sociologia - Trabalho social.
- Facultade de Comunicações.

Jornalismo - Publicidade.
- Faculdade de Direito.

Direito.
- Faculdade de Economia e Administração.

Engenharia Comercial - Administração de Negócios - Agronegócios - Contabilidade e Auditoria.
- Faculdade de Educação.

Educação Infantil - Educação Básica - Educação Especial - Educação em Inglês - Educação Física - Educação em Biologia - Educação em Matemática e Estatística.
- Faculdade de Engenharia.

Engenharia Civil - Engenharia Industrial - Engenharia da Construção - Engenharia de Computação.
- Community College de Santiago.

Administração e Segurança de Redes - Programação - Telecomunicações - Gestão Organizacional - Contabilidade Geral - Construção.
1. ↑  «Chile | Ranking Web de Universidades: Webometrics clasifica 30000 instituciones». www.webometrics.info. Consultado em 28 de agosto de 2022